# Forza Horizon 3
『Forza Horizon 3』（フォルツァ ホライゾン 3）は、マイクロソフトより2016年9月29日に発売されたXbox One及びWindows 10 PC用オープンワールドアクションレーシングゲーム。マイクロソフトがXboxで展開しているForza MotorsportシリーズのスピンオフであるForza Horizonシリーズの3作目。Forza Horizon 2の続編。本シリーズの特徴は、精巧なドライビングシミュレータ色が強いForza Motarsportシリーズと異なり、Forza Motorsportの特色や再現性を引き継ぎつつ、ややアーケードのレーシングゲームに近い操作感覚でオープンフィールドを自由に走り回れることを特徴としている。
開発元はイギリスに拠点を置くPlayground Games。
日本時間2017年2月17日付のプレスリリースによれば、『Forza Horizon 3』は全世界累計250万本の販売を記録した。

## 概要
Forza Horizonシリーズの3作目である本作は、オーストラリアを舞台に、オープンワールド型を採用したレーシングゲーム。車種は350台以上を収録し、MAPは前作Forza Horizon 2の2倍の広さになる。東海岸のバイロン・ベイおよびゴールドコースト周辺が舞台となっており、波が押し寄せる海岸、熱帯雨林地帯、岩だらけの渓谷、広大な砂漠、赤褐色の"アウトバック"と呼ばれる荒野まで、オーストラリアの様々な場所を走ることができる。
本作はXbox OneとWindows 10のマルチプラットフォームとなっている。また「Xbox Play Anywhere」に対応しているため、どちらかのプラットフォームでダウンロード版の本作を購入すると、自動的にもう一方のプラットフォームのダウンロード版本ソフトを無料で所有することになる（パッケージ版は非対応）。両方のデバイスでプレイできるほか、ゲームデータや実績も両プラットフォームで共有する。その為、Xbox One版で進めたデータや実績をWindows 10版へ引き継いだり、その逆も可能である。
本シリーズは公道をレースの舞台としており、レースに参加しない一般車（アザーカー）も走るため、CEROによるレーティングが「B（12才以上対象）」に引き上げられている。

## 特徴

### アシスト・機能
オート・ブレーキ
Forza Motorsport 3から採用されている。カーブの手前で自動的にブレーキがかかりカーブを曲がれる速度まで減速する。
推奨ライン
コース上に理想的な走行ラインが描かれ、加速と減速のタイミングをラインの色で表示される。
リワインド
ドライビング中にトラブルが起きた際に、その前まで巻き戻しができるアシスト機能。
クイック・アップグレード
レースの際に車両のチューニングがボタン一つで可能である。
Drivataur レベル
設定により対戦相手の強弱が数段階から選択できる。それにより,賞金がアップしたり差し引かれるシステムとなっている。
上記の他にABS、STM、TCS、マニュアル・オートマチックも選択が可能。

### 350車種以上のカー・ラインナップ
ライトやワイパーが稼働する。
Drivatar
ゲーム内にプレイヤーの分身を作成する機能。クラウドサーバーを通して、プレイヤーのドライビング特性を自動で蓄積・解析し、走り方のクセなどが反映されていく。そのAIは人間らしい動きを見せる（プレイ時間に比例して精度が高くなる）。またゲームをしていない間も、自分のDrivatarがどこかの誰かのゲーム内に登場し、ゲーム内クレジットを獲得してくる仕組みになっている。Xbox Live上にフレンドがいる場合、そのフレンドのDrivatarも自分のゲーム中に登場し、また雇うこともできる。逆にフレンドのゲーム内にも自分のDrivatarが出現する。

### Horizonブループリント
本作からの新要素。自分好みに自由にカスタマイズしたレースイベントを作成でき、フレンドと共有できる。自分が作成しアップロードしたブループリントは他のプレイヤーのシングルプレイにも掲載される。カスタムレース イベントやチャンピオンシップ、バケットリストチャレンジなどから選び、参加できる車のジャンルの指定や、レース中の天気の変化も設定できる。

### プレイヤーのカスタマイズ
前作までプレイヤーキャラクターは名前のない男性に固定されていたが、本作から14種類の男女から容姿を選べるようになった。またゲーム中で呼ばれることになるニックネームを候補の中から選べる。車は従来のオリジナルペイントの制作やダウンロードして共有できる他に、本作からライセンスプレートのカスタマイズ、ボディキットの追加、クラクションの選択ができるようになった。

### ラジオステーション
ゲーム内で車を走らせながら聞くことができるラジオ局。実在するアーティストの曲を収録しており、
ジャンルに合わせてラジオ局を変更する。今作はラジオ局が8つに増えた。

### ForzaVista
ガレージにて車のエクステリアやコクピットのディテールなどを自由に鑑賞できる。ボンネットやドアなどを自由に開閉できる。全車種対応。

### #Forzathon
本作からの新要素。開発元であるPlayground Gamesから毎週金曜日（日本時間）に異なる新しいチャレンジが配信され、それを達成すると限定車種やクラクション音、ゲーム内マネーなどが入手できるというもの。週に1度だけ火曜日に限定チャレンジが行われることもある。

### 時間・天候の変化
前作同様時間帯の概念があり、走行中に天気が変わる。夕暮れ、夜間、曇り空、雷雨、天気雨など。

### 「オークションハウス」と「ストアフロント」の復活
他のユーザーがデザインしたバイナルグループの購入、ペイントされたカスタムカーの購入、落札などが行える。

### 4K・HDRへの対応
本作はXbox One S、Xbox One X本体上でのHDR出力に対応する。
また、2018年1月にはXbox One X Enhancedに対応したアップデートも配信され、Xbox One X本体上でネイティブ4K(3840p x 2160p)での動作が可能になった。また影の解像度や視覚効果の向上など、その他の面でも改良が加えられている。

## ゲーム・モード

### シングルモード
プレイヤーは「Forza Horizon フェスティバル」の主催者として、「世界一のフェスティバルになるようファンを増やし、各地のフェスティバルを拡張させ、イベントを成功に導く」といったストーリーに仕立られており、プレイヤーをサポートしてくれる人達が登場する。
チャンピオンシップやライバルレースに勝利したり、各地に設置されているPRゾーンに挑戦し、経験値、ゲーム内マネー、ファン人数などを増やし、フェスティバルを拡大させ、ゲームを進めていく。
- チャンピオンシップ
- PRポイント

### オンライン
本作から最大4人COOPプレイが可能になり、シングルキャンペーンを協力して進めることもできるようになった。マルチプレイ レースは12人に対応。

## レースの種類

### イベント・レース
- ストーリーレース

### ストリート・レース
- ストーリーを進めるとオファーが来て参戦が可能になる。

## 登場人物
主人公
14人の男女の中から外見及びニックネームを自分で選ぶことが可能（ゲーム中は自分で選択した名前で呼ばれる）。
ウォーレン
「Horizon フェスティバル」のメカニック。主人公が見つけ出した掘り出し物の修理などを請け負う。
キーラ
「Horizon フェスティバル」の女性マネージャー。
アンナ
人工知能のカーナビゲーション。

## 登場メーカー
| - アバルト - アキュラ - アルファロメオ - アルピーヌ - アルミクラフト - アメリカン・モーターズ - アリエル - アストンマーティン - アウディ - ベントレー - BMW - BAC(Briggs Automotive Company) - ボウラー - ブガッティ - ビュイック - キャデラック - ケータハム - シボレー - クライスラー - ダットサン - ダッジ - ドンカーブート - フェラーリ - フィアット - フォード - FPV - GMC（ゼネラルモーターズ・トラック・カンパニー） - GTAモータース - ヘネシーパフォーマンス - ホンダ - HSV - ハマー - ヒョンデ - インフィニティ - インターナショナル・ハーベスター(12月拡張パックにインターナショナル・スカウト初収録） - ジャガー - ジープ - ケーニグセグ - KTM Sportmotorcycle AG(Kronreif & Trunkenpolz Mattighofen) - ランボルギーニ - ランチア | - ランドローバー - レクサス - ローラ・カーズ - ロータス - マセラティ - マツダ - マクラーレン - メルセデス・ベンツ - MG（モーリス・ガレージ） - ミニ - 三菱 - モーガン（12月DLCにモーガン・3ホイーラー初収録） - 日産 - ノーブル・オートモーティヴ - オールズモビル - パガーニ - ペンホール - プジョー - プリムス - ポラリス・インダストリーズ - ポンティアック - ポルシェ（4月DLC追加） - リライアント - ルノー - ロールスロイス - シェルビー・アメリカン - SRT（ストリート・アンド・レーシング・テクノロジー） - サンビーム - ボクスホール - スバル - タルボット（11月DLCにタルボット・サンビーム・ロータス初収録） - タモ（3月にタモ・レースモ初収録） - テラダイン - テスラモーターズ - トヨタ - TVRモーターズ・カンパニー - ウルティマ - ボルボ - Wモーターズ |

### Forza Horizon 3 Forzathon限定カー
- 1994 Nissan Silvia K's
- 2015 Ford #17 Xbox Racing Ford Falcon FG X
- 2554 AMG Transport Dynamics M12S Warthog CST
- 2014 TERRADYNE GURKHA LAPV
- 2014 Bentley #7 M-Sport Bentley Continental GT3
- 2016 SUBARU #75 WRX STI VT15R Rally Car
- 1969 Lola #6 Roger Penske SUNOCO T70
- 2010 Ferrari 599XX
- 2017 Bentley Continental Supersports
- 1972 Mercedes-Benz 300 SEL 6.3
- 2010 Lamborghini Sesto Elemento
- 2012 Porsche 911 GT3 RS 4.0
- 2014 Porsche 918 Spyder
- 1987 Porsche 959
- 1982 Porsche 911 Turbo 3.3
- 2010 Porsche 911 GT2 RS
- 2003 Porsche Carrera GT
- 2014 Porsche 911 Turbo S
- 2015 Porsche Macan Turbo
- 2015 Porsche Cayman GTS
- 2004 Porsche 911 GT3
- 2012 Porsche Cayenne Turbo
- 1989 Porsche 944 Turbo
- 2011 Porsche #45 FLYING LIZARD 911 GTR RSR
- 1993 Porsche 928 GTS
- 1970 Porsche 914/6

### 無料ギフトカー
- 2554 AMG Transport Dynamics M12S Warthog CST (Halo 5: Guardians、The Master Chief Collection所持者にご利用コードが配布された。またForzathonでも特典対象になることがある。）
- 2016 GTA Spano Duracell Edition（3月DLC/DURACELLカーパックと付属で配布中）
- 2017 TaMo Racemo（2017 ジュネーヴ・モーターショーに先駆けて配布中）
- 723 QUARTZ Regalia

### コラボレート・カー
- HALOシリーズ - UNSCの主要軍用車両、「ワートホグ」が実装された。本作ではプレイヤーが運転できる。「Halo 5: Guardians」か「Halo: The Master Chief Collection」をプレイしたユーザーにご利用コードが配信された（#Forzathonでも入手できるチャンスがある）[2]。Forza Motorsport 4でも登場したが、こちらは鑑賞のみであった。
- Hot Wheels - Hot Wheels 拡張パックで追加。詳細については、#Hot_Wheels_拡張パックを参照。
- ファイナルファンタジーXV - 作中に登場する車、「レガリア」が2017年8月に実装された。8月までにForza Horzon 3かXbox One版ファイナルファンタジーXVをプレイしたユーザー全員に無料で提供される[3]。

## 登場する自動車以外の乗り物
いずれもショーケース・イベントにてレースをすることになる。
- 大型輸送ヘリ
- 貨物列車
- パワーボート
- 戦闘機
- 飛行船

## ラジオ局
走行中に好きなラジオ局を選び、音楽を聴きながらドライビングを楽しめる。最初は2局のみだが、フェスティバル会場の拡張を進めていくとラジオ局が追加されていく。

### Horizon Pulse
- レイドバック・ポップス
- “Freedom! ’15” by !!!
- “Get Lost” by BreakBot
- “Bury It” by CHVRCHES
- “Clearest Blue” by CHVRCHES
- “Lights & Music” by Cut Copy
- “Go Time” by Digitalism
- “HandClap” by Fitz and The Tantrums
- “D.A.N.C.E” by Justice
- “A Love Song” by Ladyhawke
- “The River” by Ladyhawke
- “Almighty Gosh” by Lucius
- “I Follow Rivers (The Magician Remix)” by Lykke Li
- “Go!” by M83
- “The Heart Of Me” by Miike Snow
- “Say My Name” by ODESZA
- “The Sun (Klingande Remix)” by Parov Stelar
- “Like An Animal” by Rufus Du Sol
- “Tied To You” (feat. Justin Tranter) by THE KNOCKS
- “Shine” by Years & Years

### Horizon Bass Arena
エレクトロ&テクノ
- “Killer” by Adamski feat. Seal
- “I Want U (GANZ Flip)” by Alison Wonderland
- “Beardo” by Benny Benassi
- “Ashes of Love” by Danny L Harle feat. Caroline Polachek
- “Be Right There” by Diplo & Sleepy Tom
- “Ingrid Is A Hybrid” by Dusky
- “Runaway (U & I)” by Galantis
- “Win or Lose” by iLL BLU feat. Ann Saunderson
- “Fall For You (Radio Edit)” by Just Kiddin
- “Turn The Music Louder (Rumble) (feat. Tinie Tempah & Katy B)” by KDA
- “Closing Shot” by Lindstrom
- “Momento (Original Mix)” by MamboBros
- “Two Minds” by Nero
- “Higher” by NVOY
- “Waiting” by Oliver Heldens & Throttle
- “Rinse & Repeat (feat. Kah-Lo)” by Riton
- “To Ü (feat. AlunaGeorge)” by Skillrex & Diplo
- “Papua New Guinea” by The Future Sound Of London

### Horizon Block Party
ヒップホップ
- “Flow Is Trouble (feat. Ghostface Killah)” by 1200 Techniques
- “Rings” by Aesop Rock
- “Hit Em Up” by Afrikan Boy
- “Sure Shot” by Beastie Boys
- “Part Of” by Courts
- “The Work” by De La Soul’s Plug 1 & Plug 2
- “X Gon’ Give It To Ya” by DMX
- “Higher (feat. James Chatburn)” by Hilltop Hoods
- “What’s Golden” by Jurassic 5
- “$ir Racha” by Lyrics Born
- “Circle of Success” by Maker
- “Up and Down (Beautiful Raw Remix)” by Maker
- “808 Feat Cianna Blaze” by Maxim (The Prodigy)
- “That’s Love” by Oddisee
- “Wild Life” by Outasight
- “SHINE” by Pharoahe Monch
- “It’s Tricky” by Run-DMC
- “U-Huh” by Tkay Maidza
- “Bust A Move” by Young MC

### Vagrant Records
ロック&インディーズ
- “Caught By My Shadow” by Albert Hammond Jr.
- “Losing Touch” by Albert Hammond Jr.
- “We’ve Had Enough” by Alkaline Trio
- “Patience” by Bad Suns
- “You’re Not Pretty But You Got It Goin’ On” by Band Of Skulls
- “Rival” by Black Rebel Motorcycle Club
- “Bored to Death” by Blink 182
- “Carry Me” by Bombay Bicycle Club
- “All Over” by CRUISR
- “Weighted” by Frnkiero and the Cellabration”
- “Love Like That” by Mayer Hawthorne
- “Hard to Love” by MIAMIGO
- “See You” by Saves the Day
- “Ablaze” by School of Seven Bells
- “The Sound” by The 1975
- “We’re The Trees” by The A-Sides
- “Ten Minutes” by The Get Up Kids
- “Blood On The Sand” by Thrice
- “What’s Real” by WATERS
- “Come On” by White Lies

### Epitaph Records
パンク&メタル,ポストハードコア
- “Naivety” by A Day to Remember
- “This Loneliness” by Avion Roe
- “Anxiety” by Bad Religion
- “She’s A Blast” by Beautiful Bodies“
- “The Gold Song” by Bouncing Souls
- “Spineless and Scarlet Red” by Descendants
- “It Remembers” by Every Time I Die
- “Make Me Dumb” by Joyce Manor
- “Elephant” by letlive.
- “Raise Your Voice” by Obey The Brave
- “Get It Right” by The Offspring
- “Greed” by Pennywise
- “ISUA” by Plague Vendor
- “Fall Back Down” by Rancid
- “Racing Toward a Red Light” by Saosin
- “Gold” by Sleeping With Sirens
- “Palm Dreams” by Touché Amoré
- “Come Around” by Transplants

### HOSPITAL Records
ドラムンベース
- “Wish List” by Anile
- “Blurred Memories (feat. Synkro) (Etherwood Remix)” by Bop
- “Aurora (feat. Metrik)” by Camo & Krooked
- “Throw Ya Hands” by Danny Byrd
- “Souvenirs (feat. Zara Kershaw)” by Etherwood
- “Constellations (Forza Horizon 3 VIP)” by Fred V & Grafix
- “Ultraviolet” by Fred V & Grafix
- “One More Moment (feat. Cepasa)” by Keeno
- “Lust Thrust” by Krakota
- “Sea Air” by Krakota
- “Icarus (feat. Hugh Hardie)” by Logistics
- “Tape Loops (feat. Hugh Hardie)” by London Elektricity
- “Solarize (feat. Logistics) (Album Mix)” by Maduk
- “Cadence (Instrumental)” by Metrik
- “Get Away From Here (Instrumental)” by Netsky
- “’Til Dawn” by Nu:Tone
- “Only U (Real Quick)” by Ownglow
- “Blight Mamba” by Royalston
- “What The Future Holds” by S.P.Y.
- “Komodo” by Whiney
- “Hi!” by Metrik

### Future Classic
エレクトロニック・ダンス・ミュージック
- “Real Talk” by Anna Lunoe and Touch Sensitive
- “Heirloom” by Basenji
- “Dekire feat. Oscar Key Sung (Bodhi Remix) ” by Charles Murdoch
- “1998” by Chet Faker
- “Goddess” by Chrome Sparks
- “Crave You (feat. Giselle)” by Flight Facilities
- “Sunshine feat. Reggie Watts” by Flight Facilities
- “Never Be Like You (feat. Kai)” by Flume
- “Sleepless (feat Jezzabel Doran)” by Flume
- “Just A Lover” by Hayden James
- “Beta” by HWLS
- “O B 1” by Jagwar Ma
- “Bird Of Prey” by karma Kid
- “Peace (Radio Edit)” by Kenton Slash Demon
- “Jungle” by Panama
- “The Worry (Andras Dub)” by Seekae
- “Pizza Guy” by Touch Sensitive
- “Heartburn (Felix Cartal Remix)” by Wafia
- “Flash Drive (feat Baby)” by Wave Racer
- “Avocado Galaxy” by World Champion

### Timeless
クラシック音楽
- “Also sprach Zarathustra, Op. 30” by Strauss
- “An der schönen blauen Donau” by Strauss
- “Hungarian Dance No. 5 in G minor” by Brahms
- “Allegro” by Mozart
- “Allegro con brio” by Beethoven
- “Allegro con fuoco” by Dvorak
- “St. John’s Night on Bald Mountain” by Mussorgsky
- “Waltz of the Flowers” by Tchaikovsky
- “Dies ierae” by Verdi
- “Morgenstemning (Morning Mood)” by Grieg
- “Presto – Allegro assai” by Beethoven
- “The Trials” by Kazuma Jinnouchi

### Groove Music
本作はGroove Musicを使用し、プレイヤーが用意した音楽ファイルをゲーム中に再生することが可能だった。

## DLC
2020年9月30日をもって、全DLCの販売を終了した。
- VIPメンバーシップ
  1. 2 倍のレースリワード、VIP限定のオンラインイベント、Forza コミュニティ ギフト、VIPバッチなど。
  2. 2016 Lamborghini Aventador LP750-4 SV/2016 Koenigsegg Regera/2015 Ferrari F12tdf/2015 Ultima Evolution Coupe 1020/2015 Ford Falcon GT F 351を収録したVIP限定カーパック。
- Forza Horizon 3 カーパス
  - 2016年10月から2017年3月までの6つのカーパックを入手できる。
- Forza Horizon 3 拡張パス
  - Blizzard Mountain 拡張パックとHot Wheels 拡張パックの2つの拡張パックを入手できる。
- Forza Horizon 3 Motorsports All-Stars カーパック
  - 2016 Ford #66 Racing GT Le Mans/2014 Audi #45 Flying Lizard Motorsports R8 LMS ultra/2014 Chevrolet #3 Corvette Racing Corvette C7.R/2014 Dodge #94 SRT Motorsports Viper GTS-R/2014 Ferrari #51 AF Corse 458 Italia GTE/2015 Nissan #1 NISMO MOTUL AUTECH GT-R/2015 Lamborghini #63 Squadra Corse Huracán LP620-2 Super Trofeo/2016 Holden #22 Sharkbite HRT VF Commodore/2016 Ford #55 Supercheap Falcon FG X/2014 BMW #55 BMW Team RLL Z4 GTE の計10台収録。

- 2016年10月DLC/Smoking Tire カーパック
  - 2016 Aston Martin Vulcan/2000 Lotus 340R/2016 Pagani Huayra BC/2010 Ford Crown Victoria Police Interceptor/2016 GTA Spano/2016 BMW M2 Coupé/1976 Jeep CJ5 Renegadeの計7台を収録。
- 2016年11月DLC/Alpinestars カーパック
  - 2017 Acura NSX/1967 Ford Falcon XR GT/2016 Dodge Viper ACR/16 BMW M4 GTS/1979 Talbot Sunbeam Lotus/1998 Nissan Silvia K’s/990 Mazda Savanna RX-7の計7台を収録。
- 2016年12月DLC/Logitech G カーパック
  - 2015 Bentley EXP 10 Speed 6 Concept/1965 Pontiac GTO/2017 Jaguar F-Pace/1996 HSV GTSR/2014 Morgan 3 Wheeler/2017 Mercedes-AMG GT R/1992 Toyota Supra 2.0 GT Twin Turboの計7台を収録。
- 2017年1月DLC/ROCKSTAR Energy カーパック
  - 2014 Ford #11 Rockstar F-150 Trophy Truck/2015 BMW i8/1987 Nissan Skyline GTS-R (R31)/2016 Bentley Bentayga/2015 Radical RXC Turbo/1972 Ford Falcon XA GT-HO/2015 Volvo V60 Polestarの計7台を収録。
- 2017年2月DLC/Playseat カーパック
  - 1985 HDT VK Commodore Group A/2017 Aston Martin DB11/2016 Honda Civic Type R/1970 Honda S800/2016 Cadillac ATS-V/2016 Vauxhall Corsa VXR/1990 Renault Alpine GTA Le Mansの計7台を収録。
- 2017年3月DLC/DURACELL カーパック
  - 2017 Chevrolet Camaro ZL1/1995 Nissan NISMO GT-R LM/1992 Ford Falcon GT/2015 Jaguar XE-S/1972 Land Rover Series III/1959 BMW 507/1983 Volvo 242 Turbo Evolutionの計7台を収録。
- 2017年4月DLC/Porsche カーパック
  - 2016 Porsche 911 GT3 RS/2017 Porsche Panamera Turbo/2016 Porsche Cayman GT4/1973 Porsche 911 Carrera RS/1995 Porsche 911 GT2/1960 Porsche 718 RS 60/1955 Porsche 550A Spyderの計7台を収録。
- 2017年6月DLC/MountainDew カーパック
  - 2016 Lotus 3-Eleven/1951 Holden FX Sedan/1996 Ferrari F50 GT/2013 Dodge Dart GT/1971 Chevrolet Vega GT/1973 AMC Gremlin X/1995 Mitsubishi Eclipse GSXの計7台を収録。
- 2017年8月DLC/Hoonigan カーパック(※Forza Motorsport 7にも同名のカーパックが配信される)
  - 1965 Hoonigan Ford "Hoonicorn" Mustang/1979 Hoonigan Baldwin Motorsports "Loki" K5 Blazer(Forza Horizon 3のみ)/1992 Hoonigan Mazda RX-7 Twerkstallion/1991 Hoonigan Rauh-Welt Begriff Porsche 911 Turbo/1978 Hoonigan Ford Escort RS1800/1972 Hoonigan Chevrolet "Napalm Nova"/1955 Hoonigan Chevrolet Bel Air/2003 Hoonigan Holden Commodore Ute(Forza Motorsport 7のみ)の(Forza Horizon3、Forza Motorsport 7でそれぞれ)計7台を収録。

## Blizzard Mountain 拡張パック
- 2016年12月に有料配信された拡張パック。
- シリーズ初の雪、氷、吹雪といった極寒の環境が舞台となる。
- バイロン・ベイから離れた雪山のブリザードマウンテンで行われるレースに参戦することになる。エクストリーム スノーパークや巨大な氷湖なども存在する。
- 新しい車や50以上のイベントやチャレンジ、バケット・リスト、「掘り出し物のクルマ」が追加されている。
- 新たな実績28個（500G分）が追加。

### Blizzard Mountain追加収録車種
- 2016 Ford GYMKHANA 9 Focus RS RX
- 1965 Ford F-100 Flareside Abatti Racing Trophy Truck
- 1975 Lancia Stratos HF Group 4
- 1985 Lancia Delta S4 Group B
- 2016 Nissan Titan Warrior Concept
- 2016 RJ Anderson #37 Polaris RZR-Rockstar Energy Pro 2 Truck
- 2016 Subaru #199 WRX STI VT15r Rally Car
- 掘り出し物のクルマ (1970 International Harvester Scout 800A)

## Hot Wheels 拡張パック
- 2017年5月に有料配信された拡張パック。
- 「ホットウィール」とのコラボレーションで、バイロン・ベイから離れた海沿いに位置する6つの島からなる「スリルトピア」で行われるレースに参戦することになる。
- ホットウィールトラックのマスターループ、コークスクリュー、ブーストパッド、ハイバンクコーナー、ハーフパイプ、大ジャンプなどのコースがある。
- スタントトラック用の特別仕様HotWheelレッドラインタイヤをカーコレクションに装備可能。
- Hot Wheelsオリジナルカーなどの新しい車や「掘り出し物のクルマ」、バケット・リスト、ライバル、マルチプレイヤー ライバルが追加される。
- 新たな実績28個（500G分）が追加。

### Hot Wheels追加収録車種
- 1969 Hot Wheels Twin Mill
- 2011 Hot Wheels Bone Shaker
- 2012 Hot Wheels Rip Rod
- 2005 Hot Wheels Ford Mustang
- 2016 Jeep Trailcat
- 2016 Zenvo ST1
- 2007 Toyota Hilux Arctic Trucks AT38
- 2010 Pagani Zonda R
- 1972 Chrysler VH Valiant Charger R/T E49
- 掘り出し物のクルマ (1932 Ford De Luxe Five-Window Coupe)

## エディション、バンドルの種類
- 通常版、デラックス版、アルティメット版の3種類があり、エディションによって付属する追加コンテンツや予約特典の有無、パッケージの仕様が異なる。
- デジタル版はXbox One版、Windows 10版ともにMicrosoftストアにて販売されている。
- また販売店のオンラインストアでは、Xbox One用デジタル版ゲーム本編(各エディション)や追加DLCのダウンロードコードが販売されている。

### 通常版
- ゲーム本編

### デラックス版
ゲーム本編
- VIP メンバーシップ
- カーパス

### アルティメット版
ゲーム本編に加え、
- アーリーアクセス権（通常版の発売日より前にプレイできる）
- VIP メンバーシップ
- カーパス
- Motorsport All-Stars カーパック
- Steelbook特製ケース（パッケージ版のみ）

が含まれる。
早期購入特典として、パッケージ版に「2015 Ferrari 488 GTB」・「2015 Challenger SRT Hellcat」が、ダウンロード版に「2016 Mercedes-Benz C 63 S Coupé」利用コードが、Amazon.co.jp限定特典として「2016 Audi R8 V10 plus」ご利用コードが配布された。

### デバイスによる違い

#### Xbox One版
- 通常版とアルティメット版のみパッケージ版が販売されている。
- デジタル版は全てのエディションが販売されている。

#### Windows 10版
- 全てのエディションが販売されている。デジタル版のみの展開となり、Microsoftストアから購入する。

## ソフト同梱版本体
日本マイクロソフトは本作のダウンロード版ご利用コードを同梱した『Xbox One S 1TB (Forza Horizon 3 同梱版)』を2017年2月23日に発売した。
また同梱版の購入特典として、4K Ultra HD Blu-rayソフト『ゴーストバスターズ 4K ULTRA HD ＆ ブルーレイセット』（1984年公開版）が先着でプレゼントされるキャンペーンも実施された。

## 体験版
- 2016年9月13日にXbox One版、2016年11月4日にWindows 10 PC版の、一部の機能が体験できるデモ版がXbox Games ストア、Windows ストアにて配信された。

### 体験版内容
1. Byron Bayエリアのフリー走行（シングルプレイ時もフレンドのDrivatarが登場）
2. レース、ショーケースイベント、PRイベントへのチャレンジ
3. ゴールドメンバーシップに加入している場合、最大12人でのオンラインフリー走行
4. Windows 10 PC版は最大4Kの高精細グラフィックに対応

## Windows 10版 システム動作環境
- 最小動作環境
  - (OS) Windows 10 Version 14393.102 以降 必須
  - (アーキテクチャ) X64必須
  - (キーボード) 統合キーボード
  - (マウス) 統合マウス
  - (DirectX) DirectX 12 API、ハードウェア機能レベル11
  - (メモリ) メモリ 8 GB
  - (ビデオメモリ) ビデオメモリ 2 GB
  - (プロセッサ) i5 3570 3.4GHz
  - (グラフィックス) NVIDIA GTX 750Ti / AMD R7250X
- おすすめ動作環境
  - (OS) Windows 10 Version 14393.102 以降 必須
  - (アーキテクチャ) X64必須
  - (キーボード) 指定されていません
  - (マウス) 指定されていません
  - (DirectX) DirectX 12 API、ハードウェア機能レベル11
  - (メモリ) メモリ 12 GB
  - (ビデオメモリ) ビデオメモリ 4 GB
  - (プロセッサ) i7 3820 3.6Ghz
  - (グラフィックス) NVIDIA GTX 970 or NVIDIA GTX 1060 / AMD RX480

## Forza専用アプリ

### Forza Hub
- Forza Mortorsport専用情報アプリ。

Forzaシリーズの今までの自分の階級や獲得リワードの確認と獲得、フォトモードや公式サイトと
同じ情報の閲覧や商品購入まで、幅広くカバーする専用アプリ。
Windows 10でも使用可能。